# Recital (албум)
Recital е първата дългосвиреща грамофонна плоча на певицата Лили Иванова, издадена през 1964 г. в Румъния, под каталожен номер EDD 1073.

## История на албума
След концертния успех на Лили Иванова в зала Универсиада, тя започва да работи със собствена група. В репертоара ѝ влизат български песни, първата от които написана специално за нея е „Витоша“ по музика и текст на Емануил Манолов, „Лунни лъч“ по музика на Йосиф Цанков, „Морското момиче Варна“ на Димитър Вълчев. Също така изпълнява песни на италиански език, както и песни на Ела Фицджералд. През 1963 г. следва второ турне в Румъния. Ангажиментите са ѝ основно във вариетето на хотел „Амбасадор“ с оркестър, ръководен от Здравко Радоев. В Букурещ е забелязана от видни румънски музиканти, което ѝ осигурява покана да запише грамофонна плоча. Преговорите имат плодотворен завършек и звукозаписната компания „Electrecord“ издава първата плоча на певицата. Плочата е дългосвиреща, изписаното заглавие отпред на обложката е само „Lili Ivanova“, а на гърба „Recital Lili Ivanova“ и описание на песните, съдържа 8 песни, две от които на български език и е първата дългосвиреща плоча на български изпълнител. Българските песни са написани от Алeксандър Събев и Димитър Вълчев. След издаването на записите, с цел популяризиране на албума, изпълнителката има изяви в театър „Танасе“ с голям оркестър, където преди това вече е пожънала успех Леа Иванова с песента „Лалето“. Периодът, за който певицата остава в Румъния, е половин година. През това време тя е очарована от отношението на музиканти и публика към нея.

## Списък на песните в албума
| Заглавие                                           | Автор(и)                             | Време |
| -------------------------------------------------- | ------------------------------------ | ----- |
| 1. "Amore twist (Любовен туист)"                   | музика: L. Lutazzi (Л. Луфази)       |       |
| 2. "Come te Non c´è nessuno (Като тебе няма друг)" | музика: Vassallo (Васало)            |       |
| 3. „Влюбеният оркестър“                            | музика: Александър Събев             |       |
| 4. "Vola da me (Лети, лети към мен)"               | музика: V. Buffoli (В. Буфали)       |       |
| 5. "Vorrei sapere perché (Искам да знам защо)"     | музика: P. Cavli (П. Калви)          |       |
| 6. „Морското момиче Варна“                         | музика: Димитър Вълчев               |       |
| 7. "Nessuno al mondo (Никой на света)"             | музика: A. Giacomazzi (А. Глакомази) |       |
| 8. "Non siamo più insieme (Не сме вече заедно)"    | музика: Vivarelli (Виварели)         |       |

Песни 1, 2, 3 и 5 са в съпровод на оркестър Електрорекорд (Orchestra Electrorecord), с диригент Алекс Имре (Alex Imre), а песни 4, 6, 7 и 8 са с оркестър Ричард Осчанилзки (Orchestra Richard Oschanilzky). Песните в албума, с изключение на двете български се пеят на италиански език.